# Ğazı III Giray
Ğazı III Giray (1673-1708) fou kan de Crimea, fill de Selim I Giray i probablement de mare europea. És considerat favorable als cristians en haver permès els jesuites d'oficiar al kanat.
El gener de 1699 va rebre un càrrec important del seu germà Devlet II Giray, i el títol de Nur al-Din (nuradin o nureddin), però al cap de poc es va revoltar aliat secretament amb els Nogai i fou destituït. Se'n va anar a Edirne i la Porta el va enviar exiliat a Rodes. Quan Selim I Giray va tronar al tron el 26 de desembre del 1702, el va cridar al seu costat i el va nomenar (1703) príncep hereu (kalghay).
Mort el pare el va succeir (20 de desembre de 1704). Va nomenar el seu germà Kaplan com a Khalgay i a Maksud Goray com a nureddin. Durant la guerra entre Rússia i Suècia va seguir una política hostil a Rússia que va provocar les queixes diplomàtiques del govern del tsar al de la Porta. També es va oposar per tots els mitjans que els nogai (que havien fet algunes incursions a Anapa provocamt igualment les queixes russes) fossin posats sota dependència directa otomana. A més va donar asil als circassians de la tribu Haiduk que havien matat al seu germà. Per totes aquestes raons fou deposat el març de 1707 i desterrat en residència vigilada a Jingiz Sarai o Karinabad (moderna Karnobat a Bulgària). El va succeir el khalgay Kaplan I Giray.
Una epidèmia de pesta que va afectar la zona li va causar la mort el juny de 1708 quan només tenia 36 anys.